# Mohamed Abar
Mohamed Elmi Abar, ar. محمد العلمي آبار – dżibutyjski trener piłkarski.

## Kariera trenerska
Od maja do października 2008 prowadził narodową reprezentację Dżibuti.